# Schronisko PTTK „Strzecha Akademicka”

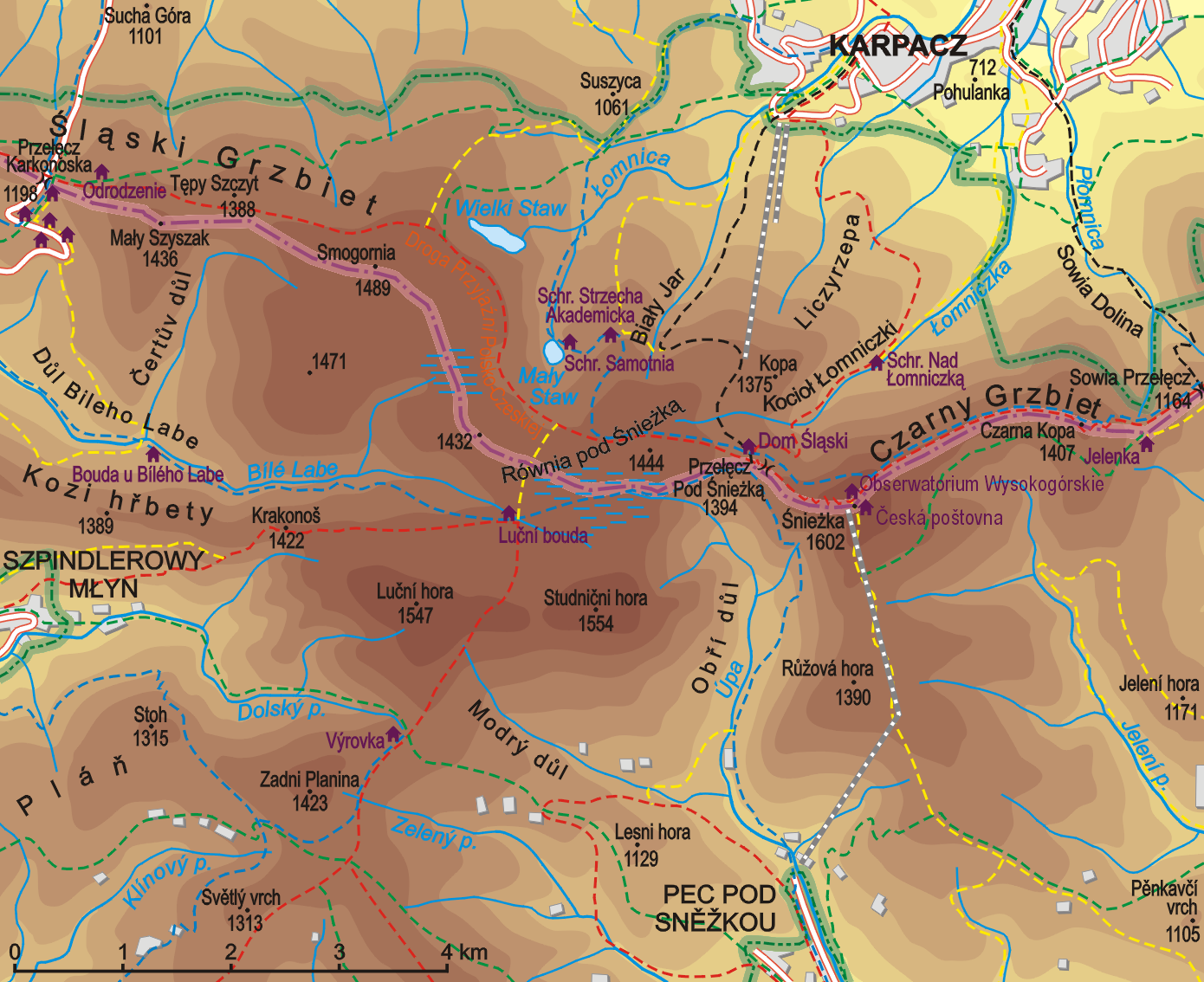
„Strzecha Akademicka” na mapie okolic Śnieżki

Strzecha Akademicka – schronisko PTTK znajdujące się na terenie Karkonoskiego Parku Narodowego, na jednym ze szlaków prowadzących z Karpacza na Śnieżkę. Położone 1258 m n.p.m., pomiędzy Kotłem Małego Stawu i Białym Jarem, około 10 minut drogi od innego schroniska, Samotni.
Schronisko posiada 140 miejsc noclegowych.

## Historia schroniska
Strzecha Akademicka (obok schroniska Pod Łabskim Szczytem) uważana jest za najstarsze schronisko w Karkonoszach.
Buda pasterska stojąca na Polanie Złotówka, przy starym Trakcie Śląskim, służyła górskim wędrowcom już w I połowie XVII wieku. Wzmiankowana u Gryphiusa w 1645 roku. Daniel Steiner (stąd nazwa budy Danielsbaude) był następcą niejakiego Tanla (Tanlabaude), który tu gospodarzył już w 1642 roku.
Pierwsi właściciele słynęli ze znakomitej nalewki na szyszkach i gry, na rogu bądź trąbie, na powitanie i pożegnanie gości.
Wraz z rozwojem ruchu turystycznego pasterska buda zmieniała swój wygląd i przeistaczała się w schronisko górskie. Po niejakim Samuelu buda przeszła w ręce rodziny Hamplów (1758-1863) i od ich nazwiska uzyskała nazwę Hampelbaude, do dziś znaną i używaną w języku niemieckim (oraz czeskim, jako Hamplova bouda).
Od 1696 do 1824 roku w schronisku wykładane były pamiątkowe księgi i stąd wiadomo, że we wrześniu 1790 roku w budzie Hampla nocował J.W. Goethe, który co rano podziwiał wschód słońca.
W 1896 roku ówczesny właściciel Franciszek Krauss-junior podjął decyzję o wybudowaniu w miejscu drewnianej budy nowego, trzykondygnacyjnego schroniska. Posiadało ono na parterze kuchnię, trzy pokoje, stajnię i salę jadalną o powierzchni 80 m². Na pierwszym i drugim piętrze znajdowało się łącznie 11 pokoi oraz po jednym pomieszczeniu do suszenia bielizny. Obiekt ten spłonął od ognia z nieszczelnego komina 1 kwietnia 1906 roku (poza przyczynami obiektywnymi do spalenia przyczyniła się też postawa straży pożarnej, traktującej pierwsze doniesienia o pożarze jako żart primaaprilisowy). 8 września tego samego roku uruchomiono po odbudowie nowy budynek schroniska, który mieścił restaurację o powierzchni 140 m², bufet, kuchnię, zmywalnię naczyń, pokój dla przewodników, pokój zimowy, werandę z widokiem na Kotlinę Jeleniogórską i 17 pokoi gościnnych. W obiekcie zainstalowano także centralne ogrzewanie.
Kolejna rozbudowa miała miejsce w 1911 bądź 1912 roku i przyniosła powstanie restauracji ze 120 miejscami konsumpcyjnymi, 12 nowych pokoi oraz przechowalni sprzętu turystycznego. Jak na owe czasy był to obiekt niezwykle nowocześnie urządzony; miał elektryczne oświetlenie, centralne ogrzewanie, wygodnie urządzone pokoje z bieżącą wodą oraz łazienki. Służył turystom latem i zimą. Wielką atrakcją były zjazdy rogatymi saniami torem saneczkowym prowadzącym aż do Karpacza (obecnie żółty szlak turystyczny). W takiej, mało zmienionej postaci, obiekt dotrwał do dzisiaj. Również z tamtego czasu (najpóźniej z lat dwudziestych XX wieku) pochodzi znajdująca się w sali jadalnej spreparowana głowa łosia.
W latach 20. w schronisku na stałe pracował kierownik, gospodyni, służąca i kucharz, ponadto okresowo zatrudniano paręnaście osób. Inwentarz żywy składał się z dwóch koni, kilku owiec i krów. Po wojnie schronisko przejęło YMCA z Krakowa, potem prowadzili je studenci wyższych uczelni krakowskich (Centrala Akademickiego Zrzeszenia Sportowego) i z tego okresu pochodzi dzisiejsza nazwa schroniska. W latach 1950–1956 był tu dom wczasowy FWP. W 1957 roku Strzecha Akademicka przeszła na własność Polskiego Towarzystwa Turystyczno-Krajoznawczego (początkowo oddziału w Gliwicach). W październiku 1959 przeprowadzono remont pokojów i elewacji. W 1967 schronisko zostało wyłączone z eksploatacji w związku z remontem, który trwał do lipca 1970. Ważne dla funkcjonowania schroniska zimą było zainstalowanie na Polanie Złotówka w latach 70. wyciągu orczykowego.
Po 1989 było poważnie modernizowane. W roku 1995 położony został nowy miedziany dach, w latach 2000–2003 wymienione zostały w całym schronisku okna i wyremontowane sanitariaty i prysznice. Schronisko zostało wyposażone w saunę i inne urządzenia rekreacyjne. Od 2 października do 15 grudnia 2017 przeprowadzono kapitalny remont zaplecza kuchennego, co spowodowało czasowe zamknięcie schroniska na czas prowadzonych robót. W kolejnych latach schronisko otrzymało oczyszczalnię ścieków, nowy system ogrzewania (pompa ciepła, panele słoneczne oraz promienniki na podczerwień), izolację ścian oraz nową elewację.
Kierownicy schroniska od 1950:
- Tadeusz Sus
- Ryszard Jaśko
- Bolesław Dziobiak
- Cezary Marcinkowski
- Edmund Gronczewski
- Zbigniew Świderski
- Aleksandra Domańska
- Mirosław Godyń (od 2003, dzierżawca).

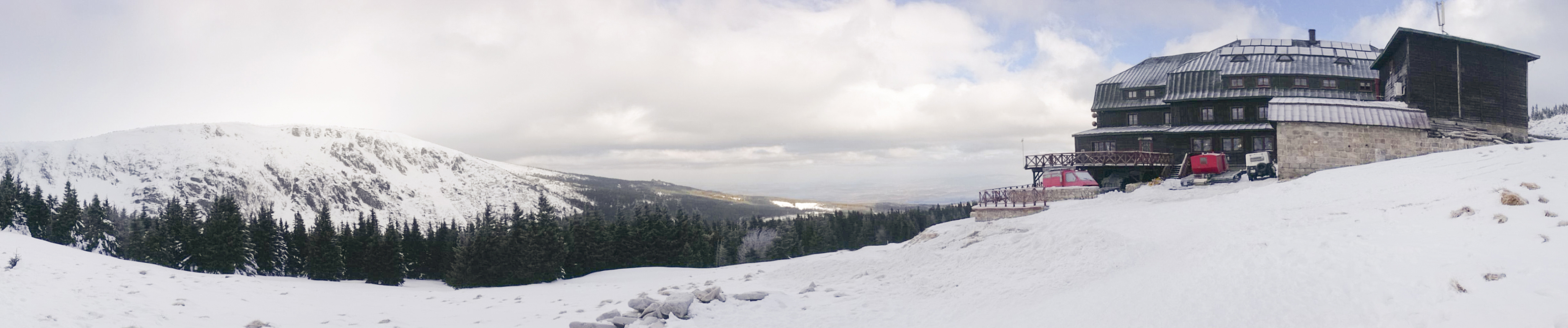
Panorama ze Strzechy Akademickiej na wschód